# Зоряна принцеса проти сил зла
«Зоряна принцеса проти сил зла» або «Ста́р про́ти сил зла» (англ. Star vs. the Forces of Evil) — американський анімаційний телесеріал, створений студією «Disney Television Animation». Прем'єра відбулася 18 січня 2015 на Disney Channel і 30 березня 2015 на Disney XD. Транслюється блоками по два епізоди, де їм присвоюються номери 1a / 1b, 2a / 2b тощо.
Серіал розповідає про пригоди принцеси з виміру М'юні, на ім'я Зірка Батерфлай, висланої батьками у світ Землі за погану поведінку. Там їй доводиться жити в родині звичайного підлітка Марко. Разом вони борються проти монстрів, які хочуть заволодіти чарівним жезлом Зірки (1 сезон) та розкривають таємниці, пов'язані з сім'єю Зірки (2 сезон і наступні).
Українською мовою мультсеріал дубльовано студією «1+1» на замовлення компанії «Disney Character Voices International» у 2018—2020 роках, під назвою «Зоряна принцеса проти сил зла». Прем'єра першого сезону мультсеріалу в Україні відбулася 6 квітня 2019 року на телеканалі «ПлюсПлюс».

## Сюжет

Основні персонажі першого сезону

Зірка Баттерфлай, принцеса світу М'юні, згідно з традицією отримала на 14-ий день народження чарівний жезл. Проте, будучи безрозсудною та непосидющою, вона наробила силою жезла чимало шкоди. За це батьки вислали доньку на Землю, у місто Ехо Крік, під виглядом школярки, щоб вона там виправила свою поведінку й опанувала магію жезла. Директор школи на прохання батьків підшукав для Зірки «провідника», яким обрав найтихішого у школі хлопчика Марко, котрий насправді хоче позбутися такої репутації.
Невдовзі про місцеперебування Зірки довідуються страхіття на чолі з істотою Лудо, які хочуть заволодіти її чарівним жезлом і скористатися її силами для власних злих цілей.

### Перший сезон
Зірку висилають на Землю, де вона поселяється в будинку сім'ї Діазів. Зірка завдає клопотів Марко і його батькам, але напад страхіть під проводом Лудо спонукає їх помиритися й об'єднати свої зусилля для боротьби проти сил зла. Заразом Зірка розважається, подорожує іншими світами за допомогою міжвимірних ножиць, що їх віддала їй найкраща подруга Голова Поні, і цим викриває себе перед однокласниками. Наставником принцеси є чарівник Глоссарик, але та не завжди дослухається до його порад.
Коли її подруга потрапляє до Школи святої Ольги, де перевиховують неслухняних принцес з усіх світів, Зірка з Марко здіймають там бунт. Зокрема, Марко видає себе за принцесу Турдіну. Це привертає увагу місіс Огидус, директорки школи, яка визначає звідки прибули зачинателі бунту, і ставить собі за мету помститися.
Лудо вигадує різноманітні плани заволодіння жезлом, але всі вони провалюються або через магію Зірки та відважність Марко, або через дурість посланих чудовиськ. Врешті Лудо наймає аристократичного Тоффі, котрий спершу тренує армію, а потім переконує прислужників Лудо служити йому. Тоффі виганяє Лудо з його замку і викрадає Марко. В обмін на хлопця він хоче, щоб Зірка знищила свій жезл. Та виконує вимогу і руйнує жезл, який вибухає, знищивши замок разом з усіма чудовиськами в ньому. Зірка та Марко успішно тікають, як і Лудо, а доля Тоффі лишається невідомою. Після цього жезл відновлюється, але його осколок залишається на руїнах замку.

### Другий сезон
Зірка з Марко продовжують вже звичне для себе життя. Згодом вони помічають, що жезл Зірки стає дедалі більше неконтрольованим. Глоссарик, стурбований цим, виявляє, що після вибуху жезла джерело його сили, чарівний єдиноріг, став чудовиськом.
Марко тим часом замислюється над своїм майбутнім. Він бачить, як однокласники досягають чогось в житті та отримує урок від свого вчителя карате. Щоправда, вчитель виявляється ледарем, та завзятість Марко дозволяє виправити і його, і власне становище. Принцеса Зірка відчуває, наскільки для неї важливі батьки, і їхні стосунки стають набагато міцнішими. Зокрема дочку відвідує король М'юні, а запрошена на свято Зірка мирить королівських родичів.
Тим часом Лудо подорожує світами і знову опиняється в М'юні. Без спільників і магії йому доводиться навчитися виживати в дикій природі. Це робить його сильнішим і жорстокішим. Врешті Лудо знаходить осколок жезла Зірки та розуміє, що він живиться його злістю, хоча й не слухається. Лудо дізнається про книгу заклять принцеси й намагається заволодіти нею, щоби приборкати свій жезл. Врешті Лудо захоплює книгу заклять, а заразом і Глоссарика, що живе в книзі, і тому відмовляється від порятунку Зірки.
Наприкінці сезону до Зірки приходить мати, королева Мун, що повідомляє про повернення Тоффі, заклятого ворога М'юні. Вона вимагає, щоб донька негайно повернулася на батьківщину. Зірка освідчується у коханні до Марко і полишає Землю.

### Третій сезон
Після викрадення книги, Лудо намагається катувати Глоссарика, щоб той навчив його магії. Глоссарик погоджується, і навчає його левітації, та Лудо хоче більшого, тож починає просити показати таємний розділ книги заклять, про який йому повідомив саморобний жезл. Однак, спроба поспілкуватися крізь жезл із Тоффі обертається тим, що Тоффі отримує владу над книгою. Тому Глоссарик відмовляється далі вчити Лудо. У відповідь Лудо знищує книгу, разом з якою гине й Глоссарик, однак Тоффі слідом цілком поглинає Лудо.
Тим часом королева Мун намагається сховати від небезпек Зірку. Вони ховаються в домівці Бикожаби — вигнаного посіпаки Лудо. Зірці це не подобається, і вона намагається вийти зі становища. У столиці королівства залишається лише батько Зірки, який не справляється із владою, і трон під подобою Лудо захоплює Тоффі. У цей час до М'юні прибуває Марко, який разом з Зіркою опиняється за ґратами. Вибравшись, Зірка пояснює Лудо, що він є лише маріонеткою, та допомагає йому звільнитися з-під влади Тоффі. Вона вимовляє закляття, що переносить її всередину жезла. Там вона зустрічається з Тоффі й уцілілим Глоссариком. Тоффі, скориставшись нагодою, полишає жезл. Королева Мун марно намагається використати темне закляття проти Тоффі, що лише звільняє чаклунку Екліпсу, яка її цього навчила. Глоссарик у цей час знаходить останні краплини доброї магії в жезлі, звільняє Зірку, яка набуває своєї справжньої форми метелика, і знищує Тоффі. Королівство повертається до звичного життя. Марко покидає його, але через розлуку з подругою Джекі, невдовзі повертається до М'юні.
Зірка до того часу знов починає зустрічатися з колишнім хлопцем — демоном Томом, та змінює своє ставлення до потвор. Тепер вона бажає примирити їх із м'юнійцями, тож організує бал чудовиськ. Але на балу опиняється войовниця Міна Ловберрі, яка навпаки прагне чудовиськ знищити. Також там же опиняється й пані Огидус, яка мріє помститися принцесі Турдині (за яку Марко раніше видавав себе, щоби врятувати Зірку). Під час боротьби вона звільняється від закляття й пригадує, що насправді її звуть Метеора, і вона є справжньою принцесою — спадкоємницею королеви Екліпси, вигнаної за темне чаклунство.
У королівство повертається Екліпса, яку відразу намагаються кристалізувати за минулі злочини, однак Зірка вимагає, щоб над нею відбувся справжній суд. У цей час Метеора намагається здобути владу. Королева Мун Батерфлай намагається її зупинити та бере із собою Екліпсу, яка виявляється матір'ю Метеори. З'ясовується, що триста років тому проти Екліпси було вчинено заколот, у результаті якого вона та її чоловік-потвора Ґлобґор були кристалізовані, а доньку віддано до Школи Святої Ольги. Вирішити конфлікт дипломатичним шляхом стає неможливим, тому принцеса Мун намагається вбити Метеору, однак в останню хвилину Екліпса не дає цього зробити. Через це Мун частково втрачає зір і переміщується в інший світ, де зцілюється, та натомість втрачає пам'ять. Туди ж вирушає Зірка, щоб урятувати матір. Зрештою Зірка тимчасово стає королевою М'юні. Метеора спустошує королівство, з головних героїв достеменно вдається вціліти вдається лише невмирущому Томові, Зірці, Глоссарику та Екліпсі. Зірка йде на двобій з Метеорою, однак Екліпса перетворює свою доньку на малечу. Зірка складає з себе повноваження і королевою стає Екліпса.

### Четвертий сезон
Зірка, її батько Рівер, і Марко починають шукати Мун. Суспільство М'юні поділяється на прибічників колишньої королеви та прибічників Екліпси. Виявляється, що позаяк її прабабуся належала до народу пироговців, відразу після вигнання вона опинилася в іншій чарівній країні. Зірка й Марко забирають її звідти, щоб відновити Мун пам'ять.
Тим часом Том, дізнавшись, що Марко цілував Зірку, вирушає у мандрівку, де намагається знайти себе. Він розлучається з Зіркою, розуміючи, що вона кохає Марка. Мун не гнівається, що вона тепер не королева, а вирушає в ліс, де зібралося ціле місто людей, незадоволених новою владою. Вони потерпають від того, що згідно з наказом Екліпси, всі страхіття мають право повернутися в своє житло. Під час коронації, Мун підбурює охоронця магічних законів Ромбулуса, щоб він визволив Ґлобґора, аби підставити Екліпсу, яка пообіцяла ніколи його не звільняти. Однак народ радо приймає Ґлобґора, і коронація не перевертається на катастрофу. Паралельно вона підбурює Міну, організовуючи повстання. Міна та її військо соларійців, використовують магічні мечі, які повільно вбивають чудовиськ, у тому числі Ґлобґора і Поніголову. Мун ставить ультиматум Екліпсі покинути королівство, але та відмовляється. Зірка, обурена зрадою матері, стає на бік Екліпси. Однак Міна виявляється непереможною і навіть Мун втрачає над нею контроль.
Зірка допитається у Глоссарика як їй перемогти Міну. Єдиним виходом є повне знищення магії, що виявляється історичною місією Зірки. У цьому їй допомагає Марко, який заразом освідчується їй у коханні. У знищені магії Зірці також допомагає Мун, Екліпса й Метеора, після чого вони з Марко мають чимскоріше покинути магічний всесвіт, доки не зачинились портали на Землю. Проте Марко, як і Зірка, повертаються і застрягають в магічному світі, приреченому вмерти. Його руйнування спричиняє вибух, унаслідок якого Марко й Зірку викидає в рідні виміри, а в небі з'явився великий неконтрольований портал.
У фінальній сцені, Зірка та Марко поспішають до цього порталу, але в останню мить два світи зливаються і Марко опиняється прямо перед Зіркою.

## Головні персонажі
- Зірка Ба́ттерфлай (англ. Star Butterfly) — головна героїня, 14-річна (у третьому сезоні 15-річна) дівчинка із виміру М'юні та дочка правителів цього виміру. За традицією, володіє магічним жезлом, що дозволяє творити сильну магію, але не вміє ним повноцінно користуватися. За свою безрозсудність і бешкетливість була вислана на Землю, щоб навчитися там користуватися жезлом і усвідомити покладену на неї відповідальність. Отримавши жезл, Зірка передусім намагається розв'язувати будь-які проблеми магією, навіть коли це складніший шлях. Це відрізняє її від принцес інших світів, які строго слідують правилам, а якщо порушують їх, вирушають до виправної Школи святої Ольги, куди Зірка понад усе боїться потрапити. Попри докладну книгу з інструкціями, принцеса чаклує безладно, задля веселощів, і часто сама не знає, якими будуть наслідки. Оскільки на жезл полюють страхіття, Зірка постійно встряє з Марко та іншими персонажами у пригоди. Її непосидючий та імпульсивний характер створює численні побутові проблеми. Зірка міцно дружить зі своїм співмешканцем Марко, і каже, що Марко — найкращий друг на Землі, хоча таємно закохана в нього. Також підтримує стосунки з деякими друзями з інших вимірів, такими, як хуліганка Голова Поні. З третього сезону тікає на М'юні, а згодом починає зустрічається з Томом. Наприкінці серіалу починає зустрічатися з Марко.
- Ма́рко Ді́аз (англ. Marco Diaz) — підліток-одноліток Зірки, в будинку якого Зірка оселилася, видаючи себе за школярку, яка прибула до США за програмою обміну. На початку знайомства характер Зірки сильно дратував Марко, але згодом вони стали найкращими друзями. Марко відомий у школі як тихий і спокійний, хоча насправді бажає виглядати хуліганом і намагається це здійснити за слушної нагоди. Він розважливий та любить порядок, який Зірка постійно руйнує, але цінує її щирість та бажання дізнатися більше про Землю. Марко займається карате, що допомагає йому при боротьбі з потворами. У другому сезоні мультсеріалу отримав червоний пояс. З молодших класів закоханий у Джекі Лін Томас, яка не здогадувалася про його почуття, поки Марко не довелося в цьому зізнатися та у 2-му сезоні вони зустрічаються. З третього сезону Джекі й Марко розлучаються. Марко переїжджає до Зірки на М'юні й потім розуміє, що закоханий у Зірку й ревнує її до Тома. Проявляє здібності до магії. У 18-у епізоді 3-го сезону робить натяк Зірці, що кохає її, після чого цілує Зірку.
- Лу́до (англ. Ludo) — головний лиходій першого сезону, карлик з дзьобом, який прагне заволодіти жезлом Зірки, щоб правити всесвітом і отримати атлетичне тіло. Для цього він посилає до Зірки страхіть, які постійно провалюють завдання. Наприкінці першого сезону втратив владу і свої володіння, а оскільки жезл вибухнув, облишив полювання на Зірку. У другому сезоні Лудо знайшов магічний жезл, який живить уламок зірки із жезла Зірки, та почав опановувати його, помітивши, що сили надає гнів.
- То́ффі (англ. Toffee) — другорядний лиходій кінця першого сезону. На одній з рук не має пальця, який він утратив у битві з матір'ю Зірки. Тоффі найнявся до Лудо і поступово завоював довіру його прислужників, після чого відібрав у Лудо замок, а його самого вигнав геть. Тоффі володіє аристократичними манерами та є вмілим маніпулятором. Після вибуху палички зник. Оселився в долині магії, щоб знищити її, а з нею і саму магію. Він майже цього домігся та Зірка змогла його знищити та відновити долину магії.
- Томас Драконіус Люцитор (англ. Tom Lucitor) — триокий напівдемон, принц пекла з підземного світу. До певного часу будував особисті стосунки з принцесою Зіркою. Його мати демониця, а батько — людина. Том має дуже запальний характер. Усіляко намагався налагодити стосунки зі Зірочкою до 2-го сезону. З 3-го сезону Том став другом Марка (більше того, взяв особисту участь під командуванням Марка у смертельній битві за М'юні), але завжди намагався обійти його стороною (у деяких випадках знищити). Брав участь у Битві за М'юні, де всіма своїми демонічними силами намагався допомогти перемогти спільного ворога — Метеору.
- Голова Поні (Лайлація Поніголова) (англ. Flying Princess Lilacia Pony Head) — голова єдинорога, що літає, з виміру М'юні, чиє королівство міститься прямо над замком Баттерфляїв (вона також принцеса, як і Зірка). Поніголова любить змагатися; груба, але вірна своїм друзям і може пожертвувати собою заради їхнього блага. Найкраща подруга Зірки у всіх вимірах та світах. Спочатку вона холодно ставиться до Марка, але пізніше намагається побудувати з ним дружні стосунки. Має дванадцять рідних сестер, що плетуть проти неї інтриги. Під командуванням Марко вона бере участь у Битві за М'юні, де гине на деякий час.
- Глосарик Термінів (Sir Glossaryck of Terms) — маленька синя шестипала літаюча істота, хранитель священної королівської «Книги Заклинань». Створив усю Вищу Магічну Комісію. Обожнює пудинг. За допомогою пудингу врятував пам'ять Стар та Марко у Краї Магії. Є вчителем із заклинань, записаних у Книгу Заклинань, вчить лише власників «Книги», якими століттями є принцеси Баттерфляй, які отримали Книгу у спадок, як і чарівну паличку. Однак якщо хтось інший стане володарем палички та Книги Заклинань, то Глосарик буде зобов'язаний навчати його. Глосарик зник після знищення магії у фіналі серіалу разом із усією Вищою Магічною Комісією.
- Королева Баттерфляй (Мун Баттерфляй) (англ. Queen Butterfly (Moon Butterfly), в інших перекладах Місячна королева) — мати Зірки та правителька М'юні. Раніше володіла Королівською Чарівною Паличкою, яку передала дочці на її чотирнадцятиліття, як наказували традиції. Позбавилася своєї матері у віці Зірки. У 3-му сезоні після битви з монстром Метеорою (дочкою Екліпси — однією з королівн М'юні) зникає на деякий час із Королівства і потрапляє до Краю Магії. Пізніше Зірка знайшла її, після чого Мун Баттерфляй розпочала свою нову боротьбу з Екліпсою за трон М'юні.
- Екліпса Баттерфлай (англ. Eclipsa Butterfly) — королева М'юні, прозвана Королевою Темряви. Вивчала темну магію, була звинувачена у зраді свого народу за те, що втекла з улюбленим монстром, від якого народила дочку, після чого була ув'язнена в кристал на термін понад 300 років. Створила власний розділ у Книзі Заклинань, який незабаром назвали «забороненим». Близько двадцяти років тому юна принцеса Мун (мати Зірки), раптово ставши королевою М'юні (після смерті своєї матері), звернулася до Екліпси за темним заклинанням, що дозволяє «вбити безсмертну істоту», щоб знищити лиходія Тоффі, який занапастив її матір. Дві королеви уклали між собою договір, згідно з яким, коли Тоффі буде вбитий, Екліпса стане вільною. З того часу минуло багато років, поки Зірка та Людо не вбили Тоффі, після чого Екліпса звільнилася з ув'язнення. Наприкінці 3-го сезону, рятуючи М'юні, Екліпса «знищує» свою дочку-напівмонстра Метеору, яку, як виявилося, вона просто перетворила на немовля. На початку 4-го сезону принцеса Зірка, яка ще не знайшла свою маму, віддала всю владу і чарівну паличку Екліпсі, яка є справжньою королевою. Отримавши паличку у свої руки, Екліпса створює нове місто на місці гори Храму Монстрів — Монстертаун, заселений монстрами, забороняє дискримінацію монстрів і запускає роботу з вилучення свого чоловіка з чарівного кристала. Замок Баттерфляїв при цьому залишається занедбаним.
- Король Баттерфляй (Рівер Баттерфляй) (англ. King Butterfly (River Butterfly)) — батько Зірки та король-консорт Мьюні; сам він із династії Йоханссенів. Таємно ходить боротися з «монстрами», обманюючи дружину — королеву Мун — тим, що нібито він відвідує лекції. Разом із дружиною заслав свою дочку Зірку на Землю. До знайомства (ще в дитинстві) з принцесою Мун він мав прізвище Йохансен (з «вікінгів», до клану яких він і належав). Дикуватий, недолугий, але відважний і люблячий чоловік і батько.

## Історія створення
Мультсеріал з'явився на хвилі так званого Відродження західної анімації, піонерами в якому стали серіали «Час пригод», «Таємниці Ґравіті Фолз» і «Стівен Юніверс». Творцем мультсеріалу є Дарон Нефсі, котра в дитинстві захоплювалася аніме, зокрема «Сейлор Мун» і «Юна революціонерка Утена». На третьому курсі коледжу, де вчилася на аніматора, Дарон вирішила взятися за втілення мрії створити власний анімаційний серіал. Вона планувала створити історію про дівчинку-чарівницю для анімаційної майстерні телеканалу Cartoon Network.
Розробка персонажів і сценарію зайняла кілька років та почалася з 2008 року. Вони набули остаточного образу тільки до моменту, коли Дарон прийшла на «Disney Channel». За першим задумом Зірка була малою школяркою з чарівним котом-супутником, на ім'я Кеш'ю і всі чари відбувалися тільки в її уяві. Disney ідея здалася заслабкою, в результаті Дарон зробила Зірку старшою, додала королівський родовід і статус студентки по обміну з іншого виміру. Попри досить жорсткі вимоги, що пред'являються студією до всіх нових проєктів, Дарон вдалося запустити мультсеріал своєї мрії, близький до первинного задуму. Стиль графіки, що нагадує «Скотта Пілігрима» Браяна Лі О'Мейлі, якісна анімація, гумор в дусі «Вондер Тут і Там» пісня в заставці, цікавий сюжет, наповнений таємницями забезпечили успіх мультсеріалу. За словами Дарон Нефсай, її команда вибирала пісню для заставки «наосліп» з 50-и варіантів, запропонованих музичним відділом. Вибір припав на трек Бреда Бріка, який написав тему «Таємниць Ґравіті Фолз» і опенінг «Всієї правди про ведмедів». Саме він посприяв хорошому враженню від серіалу як критиків, так і глядачів. Рейтинги першого сезону виявилися досить високими, і серіал був продовжено ще на два.

## Український дубляж
- Зірка Баттерфлай — Анастасія Жарнікова-Зіновенко
- Марко — Андрій Федінчик
- Лудо — Максим Кондратюк
- Поні — Катерина Брайковська
- Мун Баттерфлай — Олена Узлюк
- Юна Мун Баттерфлай (епізод «Відважна Місячна Королева») — Юлія Перенчук
- Рівер Баттерфлай — Олег Лепенець
- Енджі Діаз — Олена Яблочна
- Рафаель Діаз — Ярослав Чорненький
- Альфонсо — Кирило Сузанський
- Джекі Лінн Томас — Анна Дончик
- Пані Скаллнік — Ірина Дорошенко
- Том — Дмитро Рассказов-Тварковський
- Густав, Спритник, Директор Скіллс (1, 4 сезон), Глосарик (3-4 сезон) — Андрій Альохін
- Келлі — Вікторія Москаленко
- Жанна — Наталя Романько-Кисельова
- Оскар — Андрій Твердак
- Тоффі — Олесь Гімбаржевський
- Виказувач, Голодний Ларрі, Рой, Руберіот, виконавець пісні у заставці — Павло Скороходько
- Глосарик (1-2 сезони) — Олександр Завальський
- Бикожаб (Євген Жабенко) — Роман Чорний
- Муха, Директор Скіллс (2 сезон) — Дмитро Нежельский
- Ферґюсон — Олександр Погребняк
- Ґлобґор — Дмитро Гаврилов
- Екліпса — Лідія Муращенко
- Метеора — Вікторія Москаленко

Мультсеріал дубльовано студією «1+1» на замовлення компанії «Disney Character Voices International» у 2018—2020 роках.

## Сезони
| Сезон   | Кількість епізодів | Кількість серій | Оригінальний показ | Оригінальний показ | Оригінальний показ | Показ в Україні | Показ в Україні | Показ в Україні |
| Сезон   | Кількість епізодів | Кількість серій | Перший             | Останній           | Телеканал          | Перший          | Останній        | Телеканал       |
| ------- | ------------------ | --------------- | ------------------ | ------------------ | ------------------ | --------------- | --------------- | --------------- |
| Сезон 1 | 24                 | 13              | 18 січня 2015      | 21 вересня 2015    | Disney XD          | 6 квітня 2019   | 18 квітня 2019  | ПлюсПлюс        |
| Сезон 2 | 41                 | 22              | 11 липня 2016      | 27 лютого 2017     | Disney XD          | 19 квітня 2019  | 10 травня 2019  | ПлюсПлюс        |
| Сезон 3 | 38                 | 21              | 15 липня 2017      | 7 квітня 2018      | Disney XD          | 30 грудня 2019  | 19 січня 2020   | ПлюсПлюс        |
| Сезон 4 | 37                 | 21              | 10 березня 2019    | 19 травня 2019     | Disney Channel     | 18 червня 2020  | 8 липня 2020    | ПлюсПлюс        |

### Перший сезон (2015)
| Номер     | Переклад від студії «1+1»                          | Оригінальна назва                                       | Дата виходу в США | Дата виходу в Україні |
| --------- | -------------------------------------------------- | ------------------------------------------------------- | ----------------- | --------------------- |
| 1a / 1b   | Зірка прибула на Землю / Вечірка з Поні            | англ. Star Comes to Earth / Party with a Pony           | 18 січня 2015     | 6 квітня 2019         |
| 2a / 2b   | Пошук пари / Шкільний дух                          | англ. Match Maker / School Spirit                       | 30 березня 2015   | 7 квітня 2019         |
| 3a / 3b   | Рука-монстр / Іще один учень по-обміну             | англ. Monster Arm / The Other Exchange Student          | 6 квітня 2015     | 8 квітня 2019         |
| 4a / 4b   | Зірко, не сумуй / Магомаркет                       | англ. Cheer up Star / Quest Buy                         | 13 квітня 2015    | 9 квітня 2019         |
| 5a / 5b   | Відпустка родини Діаз / Вечірка Брітані            | англ. Diaz Family Vacation / Brittney’s Party           | 20 квітня 2015    | 10 квітня 2019        |
| 6a / 6b   | М'юбертат / Пікстопія                              | англ. Mewberty / Pixtopia                               | 15 червня 2015    | 11 квітня 2019        |
| 7a / 7b   | Крабоклешня / Чари уві сні                         | англ. Lobster Claws / Sleep Spells                      | 22 червня 2015    | 12 квітня 2019        |
| 8a / 8b   | Бал Кривавого Місяця / Печиво з передбаченням      | англ. Blood Moon Ball / Fortune Cookies                 | 20 липня 2015     | 13 квітня 2019        |
| 9a / 9b   | Заморожений час / Страждання королів               | англ. Freeze Day / Royal Pain                           | 27 липня 2015     | 14 квітня 2019        |
| 10        | Виправна школа Святої Ольги для норовливих принцес | англ. St. Olga’s Reform School for Wayward Princesses   | 10 серпня 2015    | 15 квітня 2019        |
| 11a / 11b | День М'юнілежності / Бананова магія                | англ. Mewnipendance Day / The Banagic Incident          | 17 серпня 2015    | 16 квітня 2019        |
| 12a / 12b | Міжвимірна екскурсія / Марко відрощує бороду       | англ. Interdimensional Field Trip / Marco Grows A Beard | 14 вересня 2015   | 17 квітня 2019        |
| 13        | Штурм замку                                        | англ. Storm The Castle                                  | 21 вересня 2015   | 18 квітня 2019        |

### Другий сезон (2016—2017)
| Номер     | Переклад від студії «1+1»                       | Оригінальна назва                          | Дата виходу в США | Дата виходу в Україні |
| --------- | ----------------------------------------------- | ------------------------------------------ | ----------------- | --------------------- |
| 1a / 1b   | Моя нова Паличка / Лудо в дикій природі         | англ. My New Wand! / Ludo in the Wild      | 11 липня 2016     | 19 квітня 2019        |
| 2a / 2b   | Турботливий містер Кендл / Червоний пояс        | англ. Mr. Candle Cares / Red Belt          | 18 липня 2016     | 20 квітня 2019        |
| 3a / 3b   | Зірка на колесах / Гра у м'яч                   | англ. Star on Wheels / Fetch               | 25 липня 2016     | 21 квітня 2019        |
| 4a / 4b   | Зірка проти поліції Ехо Крік / Жезл проти жезла | англ. Star vs. Echo Creek / Wand to Wand   | 1 серпня 2016     | 22 квітня 2019        |
| 5a / 5b   | Фанатка / Похід                                 | англ. Starstruck / Camping Trip            | 8 серпня 2016     | 23 квітня 2019        |
| 6a / 6b   | Зіркова нянька / На роботі                      | англ. Starsitting / On the Job             | 15 серпня 2016    | 24 квітня 2019        |
| 7a / 7b   | Гоблін доги / За книжкою                        | англ. Goblin Dogs / By the Book            | 12 вересня 2016   | 25 квітня 2019        |
| 8a / 8b   | Гра у прапори / Дівчата бешкетниці              | англ. Game of Flags / Girls' Day Out       | 19 вересня 2016   | 26 квітня 2019        |
| 9a / 9b   | Піжамна вечірка / Подарункова карта             | англ. Sleepover / Gift of the Card         | 26 вересня 2016   | 27 квітня 2019        |
| 10a / 10b | Друзі чи вороги / Загадка                       | англ. Friendenemies / Is Mystery           | 3 жовтня 2016     | 28 квітня 2019        |
| 11a / 11b | Голодний Ларрі / Павук у циліндрі               | англ. Hungry Larry / Spider with a Top Hat | 10 жовтня 2016    | 2 травня 2019         |
| 12a / 12b | В середині палички / Та піца                    | англ. Into the Wand / Pizza Thing          | 7 листопада 2016  | 29 квітня 2019        |
| 13a / 13b | Захоплива книга / Виказувач                     | англ. Page Turner / Naysaya                | 14 листопада 2016 | 30 квітня 2019        |
| 14        | День Народження клоуна Бон-Бона                 | англ. Bon Bon the Birthday Clown           | 21 листопада 2016 | 1 травня 2019         |
| 15a / 15b | Набіг у печеру / Спритник                       | англ. Raid the Cave / Trickstar            | 6 лютого 2017     | 3 травня 2019         |
| 16a / 16b | Крихітка / Гонитва за ножицями                  | англ. Baby / Running with Scissors         | 7 лютого 2017     | 4 травня 2019         |
| 17a / 17b | Магематика / Стрибуча зала                      | англ. Mathmagic / The Bounce Lounge        | 8 лютого 2017     | 5 травня 2019         |
| 18a / 18b | Кришталево-чиста / Не простий шлях              | англ. Crystal Clear / The Hard Way         | 9 лютого 2017     | 6 травня 2019         |
| 19a / 19b | Огидус / Основи карате                          | англ. Heinous / All Belts are Off          | 13 лютого 2017    | 7 травня 2019         |
| 20a / 20b | Ненавмисна шкода / Просто друзі                 | англ. Collateral Damage / Just Friends     | 14 лютого 2017    | 8 травня 2019         |
| 21        | Відповісти за музику                            | англ. Face the Music                       | 15 лютого 2017    | 9 травня 2019         |
| 22        | Закохана Зірка                                  | англ. Starcrushed                          | 27 лютого 2017    | 10 травня 2019        |

### Третій сезон (2017—2018)
| Номер     | Переклад від студії «1+1»                        | Оригінальна назва                                       | Дата виходу в США | Дата виходу в Україні |
| --------- | ------------------------------------------------ | ------------------------------------------------------- | ----------------- | --------------------- |
| 1а / 1b   | Повернення до М'юні / Відважна Місячна Королева  | англ. Return to Mewni / Moon the Undaunted              | 15 липня 2017     | 30 грудня 2019        |
| 2а / 2b   | Утрачена книга / Марко і Король                  | англ. Book Be Gone / Marco and the King                 | 15 липня 2017     | 30 грудня 2019        |
| 3а / 3b   | Захисник болота / Король Лудо                    | англ. Puddle Defender / King Ludo                       | 15 липня 2017     | 1 січня 2020          |
| 4         | Тофі                                             | англ. Toffee                                            | 15 липня 2017     | 2 січня 2020          |
| 5a / 5b   | Запах Худі / Спочинок у Пудингу                  | англ. Scent of a Hoodie / Rest in Pudding               | 6 листопада 2017  | 3 січня 2020          |
| 6а / 6b   | Ігнор / Лиха Незнайомка                          | англ. Club Snubbed / Stranger Danger                    | 7 листопада 2017  | 4 січня 2020          |
| 7а / 7b   | Демонцизм / Криза повернень                      | англ. Demoncism / Sophomore Slump                       | 8 листопада 2017  | 5 січня 2020          |
| 8а / 8b   | Монстер із пральні / Випробування для зброєносця | англ. Lint Catcher / Trial by Squire                    | 9 листопада 2017  | 6 січня 2020          |
| 9а / 9b   | Принцеса Турдіна / Зірчине Сафарі                | англ. Princess Turdina / Starfari                       | 13 листопада 2017 | 7 січня 2020          |
| 10а / 10b | Солодкі сни / Берег лавового озера               | англ. Sweet Dreams / Lava Lake Beach                    | 14 листопада 2017 | 8 січня 2020          |
| 11а / 11b | Смертельний клювок / Понімонімум                 | англ. Death Peck / Ponymonium                           | 15 листопада 2017 | 9 січня 2020          |
| 12а / 12b | Солодкі сни / Занурення                          | англ. Night Life / Deep Dive                            | 16 листопада 2017 | 10 січня 2020         |
| 13        | Вечірка з монстрами                              | англ. Monster Bash                                      | 16 листопада 2017 | 11 січня 2020         |
| 14а / 14b | День Пня / Свято для чарівних істот              | англ. Stump Day / Holiday Spellcial                     | 2 грудня 2017     | 12 січня 2020         |
| 15а / 15b | Болотяник з болота / Помутніння Королеви         | англ. The Bogbeast of Boggabah / Total Eclipsa the Moon | 3 березня 2018    | 13 січня 2020         |
| 16а / 16b | Пастка Баттерфлай / У пошуках Лудо               | англ. Butterfly Trap / Ludo, Where Art Thou?            | 10 березня 2018   | 14 січня 2020         |
| 17а / 17b | Ще одна загадка / Марко молодший                 | англ. Is Another Mystery / Marco Jr.                    | 17 березня 2018   | 15 січня 2020         |
| 18а / 18b | Гіркий урок / Фотобудка                          | англ. Skooled! / Booth Buddies                          | 24 березня 2018   | 16 січня 2020         |
| 19а / 19b | Бам і Паті! / Важка любов                        | англ. Bam Ui Pati! / Tough Love                         | 31 березня 2018   | 17 січня 2020         |
| 20        | Розділені                                        | англ. Divide                                            | 7 квітня 2018     | 18 січня 2020         |
| 21        | Завоювання                                       | англ. Conquer                                           | 7 квітня 2018     | 19 січня 2020         |

### Четвертий сезон (2019)
| Номер     | Переклад від студії «1+1»                                           | Оригінальна назва                                                                | Дата показу в США | Дата показу в Україні |
| --------- | ------------------------------------------------------------------- | -------------------------------------------------------------------------------- | ----------------- | --------------------- |
| 1         | Скажені Баттерфлай                                                  | англ. Butterfly Follies                                                          | 10 березня 2019   | 18 червня 2020        |
| 2         | Втеча від пирожан                                                   | англ. Escape from the Pie Folk                                                   | 10 березня 2019   | 19 червня 2020        |
| 3a / 3b   | Королева пригадувала / Плавки                                       | англ. Moon Remembers / Swim Suit                                                 | 17 березня 2019   | 20 червня 2020        |
| 4a / 4b   | Викупограма / Лихоманка в домі біля озера                           | англ. Ransomgram / Lake House Fever                                              | 17 березня 2019   | 21 червня 2020        |
| 5a / 5b   | Бла-бла ягоди / Униз по річці                                       | англ. Yada Yada Berries / Down by the river                                      | 24 березня 2019   | 22 червня 2020        |
| 6a / 6b   | Шоу Поні / Пережити Павукокусів                                     | англ. The Ponyhead Show! / Surviving the Spiderbites                             | 24 березня 2019   | 23 червня 2020        |
| 7a / 7b   | Закриття магазину / Світ Келлі                                      | англ. Out of Business / Kelly`s World                                            | 31 березня 2019   | 24 червня 2020        |
| 8         | Прокляття Кривавого Місяця                                          | англ. Curse of the Blood Moon                                                    | 31 березня 2019   | 25 червня 2020        |
| 9a / 9b   | Принцеса Квазар Катерпілер і Чарівний Дзвін Привид замку Баттерфлай | англ. Princess Quasar Caterpillar and the Magic Bell / Ghost of Butterfly Castle | 7 квітня 2019     | 26 червня 2020        |
| 10a / 10b | Корнбол! / Урок Метеори                                             | англ. Cornball! / Meteora`s Lesson                                               | 7 квітня 2019     | 27 червня 2020        |
| 11a / 11b | Лицарська зміна / Викрадення королеви                               | англ. The Knight Shift / Queen-Napped                                            | 14 квітня 2019    | 28 червня 2020        |
| 12a / 12b | Жанна на звалищі / Безіменне закляття                               | англ. «Junkin» Janna / A Spell with No Name                                      | 14 квітня 2019    | 29 червня 2020        |
| 13a / 13b | Хлопець і його драконоцикл / Монстр і королева                      | англ. A Boy and His DC-700XE / The Monster and the Queen                         | 21 квітня 2019    | 30 червня 2020        |
| 14        | Коронація                                                           | англ. Cornonation                                                                | 21 квітня 2019    | 1 липня 2020          |
| 15a / 15b | Дуп-дуп / Тако Брітти                                               | англ. Doop-Doop / Britta’s Tacos                                                 | 28 квітня 2019    | 2 липня 2020          |
| 16a / 16b | День на пляжі / Пропадай, дитя, пропадай                            | англ. Beach Day / Gone Baby Gone                                                 | 28 квітня 2019    | 3 липня 2020          |
| 17a / 17b | Гаряча лінія для сумних підлітків / Жанномана                       | англ. Sad Teen Hotline / Jannanigans                                             | 5 травня 2019     | 4 липня 2020          |
| 18a / 18b | Мама Зірка / Готуйся, цілься, стріляй!                              | англ. Mama Star / Ready, Aim, Fire!                                              | 5 травня 2019     | 5 липня 2020          |
| 19a / 19b | Так, як треба / Прийшла на допомогу                                 | англ. The Right Way / Here to Help                                               | 12 травня 2019    | 6 липня 2020          |
| 20a / 20b | Вечірка з піцою / Таверна на краю Мультивсесвіту                    | англ. Pizza Party / The Tavern at the End of the Multiverse                      | 12 травня 2019    | 7 липня 2020          |
| 21        | Розділені                                                           | англ. Cleaved                                                                    | 19 травня 2019    | 8 липня 2020          |

## Сприйняття
Дезіре Ґудінг-Нівз у рецензії для CBR писала, що серіал «„Зоряна принцеса проти сил зла“ мав неймовірний потенціал. Однак для більшості цей потенціал був розтрачений». Головним розчаруванням вона назвала обірваність сюжету та затягненість розвитку стосунків між Зіркою та Марко. «Так само, як „Стівен Юніверс“, „Таємниці Ґравіті Фолз“ і „Звичайне шоу“, мультфільм Disney XD створював веселу, творчу та яскраву атмосферу… але шквал любовних трикутників, романтична напруга та непотрібне суперництво, можливо і поховали глибші теми серіалу».
Нарел Хо Санг для Kotaku відгукнулася, що «дружба Зірки та Марко, яка лежить в основі серіалу, написана та зображена з щирою ніжністю», проте серіал доволі шаблонний, хоча й веселий. Не лишившись без помилок, серіал показав чарівну фантазію, під якою лежать темні таємниці, що робить враження від нього все ж більше позитивним.
На думку Емілі Ешбі з Common Sense Media, дивитися за пригодами Зірки та Марко цікаво, але їм бракує змісту. Серіал більше приваблює непередбачуваністю та фантазією, а також спонукає замислитися про зобов'язання перед родиною, доповнення друзями одні одних і те, що дорослі не завжди є гарним прикладом для дітей.

## Можливе продовження
Нефсі заявила, що в майбутньому хотіла б побачити продовження серіалу, наприклад, екранізацію та спін-офф. Однак, станом на серпень 2024 року, офіційних планів щодо продовження немає.
Персонажі мультсеріалу «Зоряна принцеса проти сил зла» з'явилися в оригінальному серіалі каналу Disney «Chibiverse», який розпочав трансляцію 30 липня 2022 року.
У травні 2025 року на MomoCon в Атланті, штат Джорджія, Нефсі заявила, що вона зацікавлена у відродженні серіалу, сказавши: «Я завжди кажу Disney, що знімав би більше серіалів із Зіркою. Це допомагає їм набриднути. Disney відповів: «Шоу все ще привертає увагу», і я відповіла: «Гаразд, хлопці, давайте знімати ще!» Офіційного підтвердження про відродження серіалу поки що немає.